# Wahlen zum Senat der Vereinigten Staaten 1970
Die Wahlen zum Senat der Vereinigten Staaten 1970 zum 92. Kongress der Vereinigten Staaten fanden am 3. November statt. Sie waren Teil der Wahlen in den Vereinigten Staaten an diesem Tag, den Halbzeitwahlen (engl. midterm election) in der Mitte von Richard Nixons erster Amtszeit.
Zur Wahl standen die 33 Sitze der Klasse I, außerdem fanden zwei Nachwahlen für vorzeitig aus dem Amt geschiedene Senatoren statt. 25 dieser Senatoren gehörten der Demokratischen Partei an, 10 den Republikanern. Die Demokraten verloren drei Sitze an die Republikaner, die Republikaner verloren zwei an die Demokraten. In Virginia wurde Harry F. Byrd junior, der den Sitz bisher für die Demokraten gehalten hatte, als Unabhängiger wiedergewählt. Ein bisher republikanischer Sitz ging an James L. Buckley von der Konservativen Partei von New York. Buckley ist der bisher (Stand 2016) letzte Bewerber einer dritten Partei, der gegen Kandidaten beider großer Parteien gewann. Mit Byrd wurden 23 Amtsinhaber wiedergewählt, außer diesem 5 Republikaner und 17 Demokraten. Insgesamt fielen die Demokraten damit von 57 auf 54 Sitze, die Republikaner verbesserten sich von 43 auf 44. Buckley schloss sich der republikanischen Fraktion an, Byrd den Demokraten, das Fraktionsverhältnis lag damit bei 55 zu 45.
Zu Veränderungen nach der Wahl siehe auch Liste der Mitglieder des Senats im 92. Kongress der Vereinigten Staaten.

## Ergebnisse

Blau: Demokraten
rot: Republikaner
dunkelblau: Unabhängig
dunkelrot: Konservativ

### Nachwahlen zum 91. Kongresses
Die Inhaber der hier zur Wahl stehenden Sitze wurden als Ersatz für ausgeschiedene Senatoren ernannt, die Wahlen fanden gleichzeitig mit der Wahl zum 92. Kongress statt. Die Gewinner dieser Wahlen wurden vor dem 3. Januar 1971 in den Senat aufgenommen, also während des 91. Kongresses.
| Staat    | Amtierender Senator | Partei       | Nachwahl   | Ergebnis            | Neuer Senator   |
| -------- | ------------------- | ------------ | ---------- | ------------------- | --------------- |
| Alaska   | Ted Stevens         | Republikaner | Klasse III | bestätigt           | Ted Stevens     |
| Illinois | Ralph Tyler Smith   | Republikaner | Klasse III | Zugewinn Demokraten | Adlai Stevenson |

- bestätigt: ein als Ersatz für einen ausgeschiedenen Senator ernannter Amtsinhaber wurde bestätigt.

### Wahlen zum 92. Kongress
Die Gewinner dieser Wahlen wurden am 3. Januar 1971 in den Senat aufgenommen, also bei Zusammentritt des 92. Kongresses. Alle Sitze dieser Senatoren gehören zur Klasse I.
| Staat         | Amtierender Senator  | Partei       | Ergebnis                       | Neuer Senator        |
| ------------- | -------------------- | ------------ | ------------------------------ | -------------------- |
| Arizona       | Paul Fannin          | Republikaner | wiedergewählt                  | Paul Fannin          |
| Connecticut   | Thomas J. Dodd       | Demokrat     | Zugewinn Republikaner          | Lowell P. Weicker    |
| Delaware      | John J. Williams     | Republikaner | von Republikanern gehalten     | William V. Roth      |
| Florida       | Spessard Holland     | Demokrat     | von Demokraten gehalten        | Lawton Chiles        |
| Hawaii        | Hiram Fong           | Republikaner | wiedergewählt                  | Hiram Fong           |
| Indiana       | Vance Hartke         | Demokrat     | wiedergewählt                  | Vance Hartke         |
| Kalifornien   | George Murphy        | Republikaner | Zugewinn Demokraten            | John V. Tunney       |
| Maine         | Edmund Muskie        | Demokrat     | wiedergewählt                  | Edmund Muskie        |
| Maryland      | Joseph Tydings       | Demokrat     | Zugewinn Republikaner          | John Glenn Beall     |
| Massachusetts | Edward Kennedy       | Demokrat     | wiedergewählt                  | Edward Kennedy       |
| Michigan      | Philip Hart          | Demokrat     | wiedergewählt                  | Philip Hart          |
| Minnesota     | Eugene McCarthy      | Demokrat     | von Demokraten gehalten        | Hubert H. Humphrey   |
| Mississippi   | John C. Stennis      | Demokrat     | wiedergewählt                  | John C. Stennis      |
| Missouri      | Stuart Symington     | Demokrat     | wiedergewählt                  | Stuart Symington     |
| Montana       | Mike Mansfield       | Demokrat     | wiedergewählt                  | Mike Mansfield       |
| Nebraska      | Roman Hruska         | Republikaner | wiedergewählt                  | Roman Hruska         |
| Nevada        | Howard Cannon        | Demokrat     | wiedergewählt                  | Howard Cannon        |
| New Jersey    | Harrison A. Williams | Demokrat     | wiedergewählt                  | Harrison A. Williams |
| New Mexico    | Joseph Montoya       | Demokrat     | wiedergewählt                  | Joseph Montoya       |
| New York      | Charles Goodell      | Republikaner | Zugewinn Konservative          | James L. Buckley     |
| North Dakota  | Quentin N. Burdick   | Demokrat     | wiedergewählt                  | Quentin N. Burdick   |
| Ohio          | Stephen M. Young     | Demokrat     | Zugewinn Republikaner          | Robert A. Taft       |
| Pennsylvania  | Hugh Scott           | Republikaner | wiedergewählt                  | Hugh Scott           |
| Rhode Island  | John O. Pastore      | Demokrat     | wiedergewählt                  | John O. Pastore      |
| Tennessee     | Albert Gore          | Demokrat     | Zugewinn Republikaner          | Bill Brock           |
| Texas         | Ralph Yarborough     | Demokrat     | von Demokraten gehalten        | Lloyd Bentsen        |
| Utah          | Frank Moss           | Demokrat     | wiedergewählt                  | Frank Moss           |
| Vermont       | Winston L. Prouty    | Republikaner | wiedergewählt                  | Winston L. Prouty    |
| Virginia      | Harry F. Byrd        | Demokrat     | als Unabhängiger wiedergewählt | Harry F. Byrd        |
| Washington    | Henry M. Jackson     | Demokrat     | wiedergewählt                  | Henry M. Jackson     |
| West Virginia | Robert Byrd          | Demokrat     | wiedergewählt                  | Robert Byrd          |
| Wisconsin     | William Proxmire     | Demokrat     | wiedergewählt                  | William Proxmire     |
| Wyoming       | Gale W. McGee        | Demokrat     | wiedergewählt                  | Gale W. McGee        |

- wiedergewählt: ein gewählter Amtsinhaber wurde wiedergewählt.